# En luder steg af toget
En luder steg af toget er en bog fra 1994 skrevet af den danske forfatter Morten Sabroe. Bogen er udgivet på forlaget Tiderne Skifter. I bogen gennemrejser forfatteren Danmark og giver sit portræt af Danmark og danskerne. Bogen fremstår af en artikelsamling ifølge forfatteren selv.

## Eksterne links
- Gennemgang af bogen på Studieportalen.dk Arkiveret 20. april 2016 hos  Wayback Machine